# Spencer Akira Howe
Spencer Akira Howe (ur. 11 września 1996 w Burbank) – amerykański łyżwiarz figurowy, startujący w parach sportowych z Emily Chan. Dwukrotny wicemistrz czterech kontynentów (2022, 2023), medalista zawodów z cyklu Grand Prix i Challenger Series, wicemistrz Stanów Zjednoczonych (2023).

## Osiągnięcia

### Pary sportowe

#### Z Emily Chan (Stany Zjednoczone)
| Zawody                           | 19–20          | 20–21          | 21–22          | 22–23          | 23–24          |                |                |                |                |                |                |                |                |                |                |                |                |
| Międzynarodowe                   | Międzynarodowe | Międzynarodowe | Międzynarodowe | Międzynarodowe | Międzynarodowe | Międzynarodowe | Międzynarodowe | Międzynarodowe | Międzynarodowe | Międzynarodowe | Międzynarodowe | Międzynarodowe | Międzynarodowe | Międzynarodowe | Międzynarodowe | Międzynarodowe | Międzynarodowe |
| -------------------------------- | -------------- | -------------- | -------------- | -------------- | -------------- | -------------- | -------------- | -------------- | -------------- | -------------- | -------------- | -------------- | -------------- | -------------- | -------------- | -------------- | -------------- |
| Mistrzostwa świata               |                |                |                | 5              | 12             |                |                |                |                |                |                |                |                |                |                |                |                |
| Mistrzostwa czterech kontynentów |                |                | 2              | 2              |                |                |                |                |                |                |                |                |                |                |                |                |                |
| GP Finał Grand Prix              |                |                |                | 6              |                |                |                |                |                |                |                |                |                |                |                |                |                |
| GP NHK Trophy                    |                |                |                | 2              |                |                |                |                |                |                |                |                |                |                |                |                |                |
| GP Skate America                 |                | 7              |                |                |                |                |                |                |                |                |                |                |                |                |                |                |                |
| GP Skate Canada International    |                |                |                | 2              |                |                |                |                |                |                |                |                |                |                |                |                |                |
| CS U.S. International Classic    |                |                |                | 2              |                |                |                |                |                |                |                |                |                |                |                |                |                |
| CS Warsaw Cup                    |                |                | 9              |                |                |                |                |                |                |                |                |                |                |                |                |                |                |
| Krajowe                          |                |                |                |                |                |                |                |                |                |                |                |                |                |                |                |                |                |
| Mistrzostwa Stanów Zjednoczonych |                | 5              | 4              | 2              |                |                |                |                |                |                |                |                |                |                |                |                |                |

#### Z Ami Koga (Japonia)
| JGP w Czechach  | 9 |
| JGP w Niemczech | 8 |